# 皆川豪志
皆川 豪志（みながわ たけし、1968年 - ）は、日本のジャーナリスト。山梨県生まれ。産経新聞社会部記者を経て産経新聞出版代表取締役社長。

## 経歴
山梨県立韮崎高等学校を経て立命館大学産業社会学部卒業後、1991年に産経新聞社入社。京都総局で警察、大学、宗教などを担当し1998年から大阪社会部。大阪府警担当などをへて遊軍記者、社会部デスク兼遊軍キャップ、社会部次長となる。さらに東京本社社会部デスク、同次長を経て、2009年から(株)産経新聞出版代表取締役社長。
「坂田記念ジャーナリズム賞」を、第12回（「あの大阪は死んだのか」（産経新聞夕刊の連載「大阪の時代〜輝きはいつから失われたか」に加筆）、第13回の「幸せってなに？ブータン紀行」、第14回の「死を考える」まで3年連続受賞。

## 著書
- 『あの大阪は死んだのか』（扶桑社）
- 『だれか僕を止めてください』（角川書店、共著）
- 『生き残る組織 消える組織』（NGS）
- 『「死」の教科書〜なぜ人を殺してはいけないか〜』（扶桑社新書）
- 『もう一つの日本 失われた「心」を探して』（徳光一輝と共著、ソフトバンク新書）